# 豊田工業高等専門学校の人物一覧
豊田工業高等専門学校の人物一覧（とよたこうぎょうこうとうせんもんがっこうの人物一覧）は、豊田工業高等専門学校に関する主な人物の一覧記事。

## 教員
- 山田壽勝 - 機械工業・航空機工業・コンクリート工業技術者、柔道部部長教官、図書館長、愛知技術短期大学初代学長
- 小池正胤 - 日本近世文学（草双紙）
- 桜井好朗 - 国文学者、詩人
- 簗瀬一雄 - 国文学者
- 江口啓子 - 中世文学

- 石岡繁雄 - 応用物理学、登山家、山岳部部長

- 神谷昌明 - 英語史、英語学、英語科教育法、コーパス言語学（語彙・句動詞）、豊田高専名誉教授、ウィズダム英和辞典編集委員
- 平野学 - 情報学

### 校長
初代から今代まで名古屋大学教授が校長となっている。
- 須賀太郎 - 理学博士、豊田高専初代校長（1963年4月 - 1974年3月）
- 榊米一郎 - 工学博士、電子工学、豊田高専第2代校長（1974年4月 - 1976年9月）、豊橋技科大初代学長
- 市川眞人 - 工学博士、豊田高専第3代校長（1976年10月 - 1985年3月）
- 岩田幸二 - 工学博士、豊田高専第4代校長（1985年4月 - 1990年9月）
- 堀井憲爾 - 工学博士、豊田高専第5代校長（1990年10月 - 1995年3月）
- 鬼頭幸生 - 工学博士、豊田高専第6代校長（1995年4月 - 2000年3月）
- 髙木不折 - 工学博士、豊田高専第7代校長（2000年4月 - 2005年3月）
- 末松良一 - 工学博士、機械工学、豊田高専第8代校長（2005年4月 - 2011年3月）、九代玉屋庄兵衛後援会長
- 髙井吉明 - 工学博士、エネルギー工学、豊田高専第9代校長（2011年4月 - 2017年3月）
- 田川智彦 - 工学博士、化学工学、豊田高専第10代校長（2017年4月 - 2022年3月）
- 山田陽滋 - 工学博士、ロボット工学、豊田高専第11代校長（2022年4月 - 2025年3月）
- 阿波賀邦夫 - 理学博士、物性化学、豊田高専第12代校長（2025年4月 - 現在）

## 出身者
- 田中英夫 (伝記作家)  - 小学校教員
- 三鍋伊佐雄 - 大東建託第4代社長、土木工学科卒
- 草地博昭 - 磐田市市長、環境都市工学科卒

## その他
- DJ MITSU - nobodyknows+のリーダー、電気科中退
- 大須賀健剛 - セルライトスパのメンバー、機械工学科中退
- 浦野幸男 - 衆議院議員、第38代労働大臣、国立豊田高専設置協力会会長